# 胡百全
胡百全，CBE，JP（英語：Woo Pak-chuen，1910年1月3日—2008年4月30日）是一名香港律師，1945年創辦胡百全律師事務所，曾任九龍巴士、香港益力多主席及廖創興銀行董事，歷任市政局民選議員及行政、立法兩局非官守議員，1972年至1974年擔任立法局首席非官守議員。
香港息影藝人黃夏蕙早年與胡百全結識，黃夏蕙雖然表示兩人一直有親密來往，並育有六名兒女，但黃夏蕙事實上沒有名份，而胡百全亦有正室。胡百全晚年因病情惡化，自2004年起長期入院，黃夏蕙曾指稱遭到胡百全正室子女阻止探病，其後更被法庭頒令禁制向胡百全探病，有關事件擾攘多時，仍沒有得到完滿解決。

## 生平

### 早年生涯
胡百全在1910年1月3日出生於香港，祖籍廣東佛山市三水，祖父為胡禮垣，父親胡禧堂紳士為香港富商，曾任太古買辦，與何東爵士合辦內河船運業務，亦曾任華商總會總理，於1930年代購入青洲英泥和香港大酒店等股票致富，惟於1932年6月17日與次子胡百祿一同被其外甥陳霖福離奇槍殺。胡百祿身後遺下大批遺產，時值700萬港元，其遺產按胡禧堂臨終前的意願，一直以基金形式滾存，截止2004年時，基金估計滾存至35億港元，其中胡百全佔十分之一，即約可分3.5億元。
胡禧堂有六子五女，胡百全為父親的二妾所出，其中有一弟為胡百富太平紳士（1911年－1976年），任職醫生，亦曾自1956年至1969年任市政局民選議員，其子胡健維醫生為公民黨前主席、大律師余若薇的丈夫；而胡百全之姊胡紫霞則是李國寶及李國章的母親，胡百全亦為他們的舅父。
胡百全早年於1924年入讀聖若瑟書院，1928年畢業後在胡恆錦律師事務所實習，未幾前往英國，艾禮斯律師事務所深造，並於1934年至1937年間入讀倫敦大學國王學院，先在1937年取得法學士學位，到1939年以《英國及中國家屬法之比較》論文取得法科哲學博士學位，同年在英國取得執業律師資格，是首位取得法學博士學位的香港人。胡百全在1940年返港執業，後於1945年10月創立胡百全律師事務所，擔任合夥人，同時獲港府奉委為兼任租務法庭法官。在1951年，他繼而取得認可國際公證人資格。胡百全的律師樓最初只有七位員工，到2008年的時候，員工擁有100名員工及13名合夥人，成為香港主要的律師事務所之一。

### 公職生涯
胡百全曾經是香港革新會的主要成員之一，曾任該會副主席，於1953年當選為市政局民選議員，1955年代表革新會成功連任，但在1957年尋求三度連任失敗。胡百全在市政局內曾任屋宇建設委員會委員，以及泳池泳灘小組委員會、貿易小組委員會以及改編法例小組委員會等等的主席。
投身市政局後，胡百全自此擔任了不同公職，當中包括在港府出任法律修正委員會、最高法院法例委員會、公務員銓敘委員會及醫務發展及計劃委員會委員。自1964年至1974年，胡百全獲委任為立法局非官守議員，在局內歷任財務委員會委員及主席、以及人事委員會主席之職，其中，他在1972年至1974年為立法局首席非官守議員。胡百全曾在1972年獲港督麥理浩爵士委任為行政局非官守議員，至1976年任滿卸任，當時獲英女皇伊利沙伯二世恩准，可以在退仕兩局後終身使用兩局議員專用的「閣下」（Honourable）頭銜。
除了上述公職外，胡百全亦曾出任聖若瑟書院舊生會會長、自由車公會會長、兒童安置所會長、公眾圖書館委員會主席、保護兒童會會長、高級教育委員會委員、教育委員會主席、電話服務諮詢委員會主席、以及地方稅細則設立及修正委員會委員。另外，胡百全曾在1959年至1960年出任香港律師會會長，以及在1968年至1977年出任民眾安全服務隊處長。
胡百全是香港中文大學聯合書院的重要人物，在1972年5月接替馮秉芬爵士出任聯合書院校董會主席，到1983年11月被邵逸夫爵士接替，同時改任香港中文大學校董會校董，至1988年12月獲選為永久校董。此外，胡百全也自1988年12月5日出任香港大學的終身校董。
為表彰他參與社會公職的熱誠，胡百全在1955年6月6日獲港府奉委為非官太平紳士，並兼任紳士法庭法官，其後先後在1963年及1973年獲英廷獎授OBE勳銜及CBE勳銜。

### 商業生涯
在商界方面，胡百全長年出任九龍巴士的非執行董事及廖創興銀行獨立非執行董事之職。亦曾擔任九龍巴士、香港益力多乳品有限公司、美居集團有限公司、享隆地產投資有限公司的主席；另外也是新鴻基證券、太古地產及新城市地產等多間公司的董事。

### 晚年
胡百全晚年逐漸退出公眾場合，在2002年心臟病病發，及至2004年病情惡化，被迫辭去九龍巴士及廖創興銀行的董事職務，此後一直在瑪麗醫院接受治療，期間病情未有改善，每况愈下，最後於2008年4月30日下午六時安詳逝世，終年98歲。胡百全死後，其家屬在5月3日舉行了私人的悼念儀式，遺體隨後在歌連臣角火葬場火化。

## 家庭
胡百全早年與元配馮本芳（？－1995年12月17日）結婚，但當初兩人未經正式註冊，兩人遲至1978年才補辦結婚註冊手續。胡百全與元配育有兩女一子，依次名胡秀雯、胡禮維和胡秀霞。
除了元配外，胡百全亦早在1951年與當時的女影星黃夏蕙結識，於1953年開始親密來往，據黃夏蕙所指，她與胡百全兩人情同夫妻，儘管明知胡百全有髮妻，但黃夏蕙仍不計名份，與胡百全在跑馬地山村道共賦同居，而黃夏蕙更曾聲稱兩人誕下了兩女四子，依次名胡蓮娜、胡禮賢、胡禮明、胡雲妮、胡禮信及胡禮智。其中長女胡蓮娜是九龍巴士和龍運巴士代行董事兼公司秘書和載通國際的公司秘書，九龍巴士的年度報告也介紹胡蓮娜為胡百全之女兒。
根據黃夏蕙所指，她與胡百全兩人多年的關係持續不斷，而胡百全更會每月向她支付十萬元家用。在1978年時，胡百全與黃夏蕙以「夫妻」名義為契女黃泳倫舉辦婚宴，結果遭到胡百全正室和家人向法庭入稟申請禁制令，阻止兩人以「夫婦」之名設宴。
黃夏蕙亦曾表示，胡百全曾與她在1980年訂立契約，容許黃夏蕙從胡百全先父胡禧堂遺下的基金收取利息，而她的六名兒女在日後胡家分家產時，將可共獲2億3000多萬元。
自胡百全在2004年因病情惡化而長住醫院後，除了在2004年5月母親節獲准探望一次外，黃夏蕙多番前往瑪麗醫院探病被拒，並曾與胡家正室長女胡秀雯在醫院發生口角。入院以後，胡百全停止向黃夏蕙提供每月十萬元的家用，甚至在2004年8月入稟禁制黃夏蕙到醫院擅自探望，但黃夏蕙則反指禁制令並非胡百全的個人意願，並聲稱胡百全曾在醫院向她致電，「表示感覺失去自由，要她設法營救」。
據了解，除黃夏蕙外，胡百全亦曾與上海歌手韓菁清及名媛梁鳳來往，而黃夏蕙則聲稱自己最愛胡百全，兩人一直都是真心相愛。
胡百全生前是共濟會在香港活躍的華人會員。

## 榮譽

### 殊勳
- J.P. （1955年6月6日）
- O.B.E. （1963年）
- C.B.E. （1973年）

### 榮譽學位
- 榮譽法學博士
  - 香港中文大學 （1974年 （页面存档备份，存于））

### 以他命名的事物
- 百全堂：香港中文大學聯合書院內的走讀生舍堂。

## 外部連結
- 胡百全律師事務所 （页面存档备份，存于）